# Kumów Plebański
Kumów Plebański – wieś w Polsce położona w województwie lubelskim, w powiecie chełmskim, w gminie Leśniowice.
W latach 1954–1959 wieś należała i była siedzibą władz gromady Kumów Plebański, po jej zniesieniu w gromadzie Sielec. W latach 1975–1998 miejscowość administracyjnie należała do województwa chełmskiego. 
Wieś jest sołectwem w gminie Leśniowice. Według Narodowego Spisu Powszechnego z roku 2011 wieś liczyła 155 mieszkańców i była jedenastą co do liczby ludności miejscowością gminy.
Wieś jest siedzibą rzymskokatolickiej parafiiNawiedzenia Najświętszej Maryi Panny w Kumowie.

## Części wsi
| SIMC    | Nazwa     | Rodzaj    |
| ------- | --------- | --------- |
| 0104886 | Brzezinki | część wsi |
| 0104892 | Plebania  | część wsi |
| 0104900 | Zagóra    | część wsi |

## Historia
Do wieku XIX historia pisana była dla wsi Kumów - bowiem podział wsi na Kumów Majoracki i Kumów Plebański nastąpił po supresji dóbr kościelnych w latach 30. XIX wieku. Większą część dawnego klucza kumowskiego zabrano biskupom przyłączając folwark i tereny dawnej rezydencji do tak zwanych majoratów, stąd nazwa Kumów Majoracki.  W 1876 r. poduchowny folwark Kumów to jest ziemię wraz z obszarem dawnego folwarku i rezydencji biskupów, na  publicznej licytacji zakupił Karol von Schtralborn.
Pierwsze wzmianki o grodzie Kumów pochodzą  z 1204 roku W latopisie pod rokiem 1205  - Rocznik hipacowski wspomniane są „wrota czerwieńskie” koło Komowa (Kumowa) i Uchań. W tym samym roczniku hipacowskim  pod datą  1213 r. wyczytać można, że Daniło Romanowicz zajął Leszkowi Białemu „Uhrowesk, Wereszczyn, Stołpie i Kumów i wsiu ukrainu”. To jest tereny piastowskiej Ukrainy przyłączone do Polski przez Bolesława Chrobrego  - patrz Grody Czerwieńskie. W 1417 roku wieś  występuje jako Cumow. W tym samym roku król Władysław II Jagiełło dekretem z Nowego Korczyna nadał 700 ha ziemi w Kumowie jako beneficjum dla biskupa chełmskiego. Od czasów średniowiecznych była to letnia siedziba biskupów chełmskich, w I poł. XIX w. - lubelskich. Dobra skonfiskowane zostały przez Rosję w 1875 r. Później przeszły one w ręce rodziny Rzewuskich.
Po I wojnie światowej dobra zostały rozparcelowane pomiędzy włościan wsi: Sielec, Kumów Leszczany, Mołodutyn, Haliczany, Wolawce. Stawy zachowały się i przeszły we władanie Marka Gaja. Przy parafii zostało 99,72 ha ziemi i łąk. Dzierżawcami byli gospodarze.

## Kościół
Według Słownika geograficznego Królestwa Polskiego z roku 1883 „najpierwszy” kościół tutejszy z drzewa zbudował 1434 r. Jan Zaborowski biskup chełmski. W 1592 r. odbudował go Stanisław Gumaliński biskup chełmski. Następnie w 1696  odbudowany przez Wojciecha Kotkowskiego prboszcza Kumowa. Wreszcie w latach 1821–25 powstał nowy murowany kościół który wystawił biskup Skarszewski.